# 클레멘타인 (영화)
《클레멘타인》은 대한민국의 액션 영화이며, 2004년 5월에 개봉되었다. 김두영 감독이 맡은 작품이며 인기 할리우드 배우 스티븐 시걸이 출연해 화제를 모았으나 형편없는 완성도와 어이없는 스토리로 흥행에 실패했고 이 과정에서 해당 영화에 투자까지 한 준 리는 영화의 처참한 실패 때문에 거액의 빚을 갚아야 했으며 그 탓인지 2002년 KBS 1TV 《제국의 아침》 이후 한동안 드라마 활동이 뜸해졌다가 2007년 MBC 《아현동 마님》으로 안방극장 복귀를 했다.

## 흥행 실패 요인
이 영화의 흥행 실패 요인은 크게 세 가지이다.
- 앞뒤가 안 맞는 시나리오: 주인공이 지하격투기장에서 빚을 져서 그 빚을 갚으려고 형사가 되었는데 과잉수사로 형사에서 해고당하는 바람에 다시 지하격투기장으로 간다든가 주인공의 딸이 돼지 저금통을 뜯어서 나온 동전으로 마련한 선물이라는 게 다이아몬드 반지라든가 대결 내용과 상관없이 잭 밀러가 뜬금없이 "내가 졌다"라고 말하고 챔피언 벨트를 주인공에게 양도하는 등 왜 저 상황에서 저 행동을 하는지 이해를 할 수 없는 내용이다.
- 사람 나열하기: 시나리오와 상관없는 사람들이 출연해서 시나리오와 상관없는 행동을 한다. 황기순은 뜬금포 도박을 하면서 후회하는 모습으로 나오며 김보성은 임민서 앞에 나타나서 필요하면 불러달라고 하는 게 출연의 전부이다.
- 스티븐 시걸 그 자체: 이 영화의 총 제작비용은 30억 원이다. 문제는 스티븐 시걸 한 명을 캐스팅하는데 그 3분의 1에 달하는 12억원을 지불했음에도 불구하고 정작 스티븐 시걸은 고작 1분밖에 출연하지 않는다. 이로 인해 실질적인 영화 제작비용은 기하급수적으로 줄어들었으며 예산을 원래 책정했던 금액보다 훨씬 적게 사용할 수밖에 없게 되는 바람에 영화의 질적 수준에 한계가 있었다. 이런 배우를 캐스팅하려면 최소 500억 원 이상의 예산을 확보했어야 했다. 심지어 스티븐 시걸의 출연 시간이 제한되다 보니 스티븐 시걸의 배역 인물인 잭 밀러는 최종 대결에서만 스티븐 시걸이 출연하지만 프롤로그에서 김승현과 대결했던 그 잭 밀러는 동일 인물임에도 불구하고 배우가 다른 사람이며 심지어는 그 프롤로그 대결에서조차 공격할 때와 방어할 때의 배우가 백인종과 황인종으로 다르다. 결국 잭 밀러 역의 배우가 3명인 셈이다.

## 캐스팅
- 준 리 : 김승현 역
- 스티븐 시걸 : 잭 밀러 역
- 성명 불상의 백인 배우 : 잭 밀러(공격) 역
- 성명 불상의 황인 배우 : 잭 밀러(방어) 역
- 케빈 그레비스 : 토마스 역
- 은서우 : 김사랑 역
- 김혜리 : 임민서 역
- 임호 : 오지훈 역
- 기주봉 : 황종철 역
- 임혁필 : 동팔 역
- 정주환 : 윤배 역
- 함신영 :  왕 코치 역
- 최윤슬 : 여자 딜러 역
- 김정태 : 부하 1 역
- 김보성 : 수사관 역 (우정출연)
- 남포동 : 황법규 역 (특별출연)
- 황기순 : 도박꾼 역 (특별출연)
- 전원주 : 민서 모, 강원장 역 (특별출연)